# Allactaga euphratica
Allactaga euphratica је врста глодара из породице скочимиш (Dipodidae).

## Распрострањење
Ареал врсте покрива средњи број држава. Врста је присутна у следећим државама: Турска, Иран, Ирак, Саудијска Арабија, Јордан, Кувајт, Либан и Сирија.

## Станиште
Станишта врсте су екосистеми ниских трава и шумски екосистеми, полупустиње и пустиње. 
Врста је присутна и на подручју реке Еуфрат у Ираку, по којој је и добила име.

## Начин живота
Врста Allactaga euphratica прави подземне јазбине. Из њих излази обично само ноћу. Храни се углавном биљкама.

## Угроженост
Ова врста је на нижем степену опасности од изумирања, и сматра се скоро угроженим таксоном.